# Volley Masters Montreux 1999
XI Volley Masters Montreux kobiet odbył się w 1999 roku w Montreux w Szwajcarii. W turnieju wystartowało 8 reprezentacji. Mistrzem po raz siódmy została reprezentacja Kuby.

## Klasyfikacja końcowa
| Miejsce | Reprezentacja     |
| ------- | ----------------- |
|         | Kuba              |
|         | Chiny             |
|         | Włochy            |
| 4.      | Brazylia          |
| 5.      | Rosja             |
| 6.      | Kanada            |
| 7.      | Stany Zjednoczone |
| 7.      | Japonia           |